# Benjamin Rondeau
Benjamin Rondeau, francoski veslač, * 1. oktober 1983, Verdun.
Rondeau je na Poletnih olimpijskih igrah 2008 v Pekingu za Francijo nastopil kot veslač četverca brez krmarja, ki je tam osvojil bronasto medaljo.
Istega leta je kot član francoskega osmerca na Evropskem prvenstvu osvojil zlato medaljo.